# اگولماس
اگولماس (به فرانسوی: Aguelmous) یک منطقهٔ مسکونی در مراکش است که در مکناس تافیلالت واقع شده‌است.

## خصوصیات
اگولماس ۱۱٬۳۹۰ نفر جمعیت دارد.